# Илинден (1921 – 1926)
Вижте пояснителната страница за други значения на Илинден.
„Илинден“ (изписване до 1945 година: „Илиндень“) с подзаглавие Орган на сдружените бивши м. о. революционери е български вестник, който излиза в София от 1921 до 1926 година под редакцията първо на Александър Панов.
От брой № 2 редактор е Арсени Йовков; от брой № 1 на IV година се списва от редакционен комитет в състав Владислав Георгиев, Арсени Йовков и Владимир Куртев. От 1 брой на II година, 5 януари 1922 г., подзаглавието е Орган на бившите македоно-одрински революционери. Излиза на всеки две седмици, а от 4 брой на I година – седмично. Печата се в печатници Балкан, Глушков, Франклин, Земеделска кооперативна банка, Синдикална централа и Стопанско развитие.
| Годишнина | Броеве | Дата                         |
| --------- | ------ | ---------------------------- |
| I         | 1 – 8  | 30 юли – 5 декември 1921     |
| II        | 1 – 52 | 5 януари – 31 декември 1922  |
| III       | 1 – 27 | 7 януари – 23 септември 1923 |
| IV        | 1 – 21 | 2 август – 26 декември 1924  |
| V         | 1 – 51 | 3 януари – 25 декември 1925  |
| VI        | 1 – 39 | 1 януари – 8 октомври 1926   |

Вестникът е орган на Илинденската организация. Първоначално застъпва идеята за създаване на Балканска федерация и поддържа позициите на левицита в революционното движение. Публикува Майския манифест. На 13 юни 1923 година издава притурка по случай освобождаването на Йовков от русенския затвор. В навечерието на Деветоюнския преврат в 1923 година е спрян заедно с други издания, поради издадената от ВМРО смъртна присъда на министър-председателя Александър Стамболийски.
След убийството на Тодор Александров и Горноджумайските събития, в които е убит Йовков, вестникът попада в ръцете на десницата - от 7 брой на IV година главен редактор в редакционния комитет е Христо Шалдев, а членове Велко Думев и Сотир Нанев, а от 31 брой на V година комитетът е в състав Димитър Иванов, Лазар Томов, Велко Думев (редактор). Вместо „Илинден“ от месец септември 1923 до август 1924 година излиза вестник „Пирин“, а от април до август - „20 юли“. Брой 1 на IV година е конфискуван.
В 1926 година вестник „Илинден“ се слива с „Независима Македония“ на Съюза на македонските културно-просветни и благотворителни братства и „Устрем“ на Македонския младежки съюз и започва да излиза под името „Македония” с директор Георги Кулишев.

## Галерия
- Брой №30, 24 юли 1925, стр. 1.
- Брой №30, 24 юли 1925, стр. 4.